# Erica Muhl
Erica Muhl (26 de octubre de 1961) es una compositora y directora de orquesta estadounidense, presidenta del Berklee College of Music. Anteriormente fue como de la USC Jimmy Iovine and Andre Young Academy y con anterioridad de la University of Southern California Roski School of Art and Design. Recibió un Premio en Música de la Academia Estadounidense de las Artes y las Letras en 1999.

## Biografía
Erica Muhl creció en Los Ángeles, donde su padre, Edward Muhl, fue director de Universal Pictures de 1953 a 1973, y su madre, Barbara, autora y cantante de ópera. Se formó como compositora y directora, y gran parte de sus estudios los completó en Europa. A los dieciséis años fue invitada a participar en estudios privados de composición con Nadia Boulanger en París.
Regresó de Europa para completar una Licenciatura en Música, pero al finalizar, viajó nuevamente mientras realizaba estudios de posgrado en la Accademia di Santa Cecilia en Roma y la Accademia Chigiana en Siena. Estudió dirección en Los Ángeles con Fritz Zweig. A esto le siguió la finalización de un Doctorado en Artes Musicales en la Universidad del Sur de California en 1991.

## Carrera profesional
Compuso la elegía para orquesta de cuerdas Disinherited Souls, en recuerdo de las víctimas de la Shoah, que le había sido encargada por la Nueva Filarmónica de Cámara Judía de Dresde. Su estreno tuvo lugar en la Sinagoga Rykestrasse en Prenzlauer Berg, Berlín, en noviembre de 2010.
Otro encargo, Burn the Box, también se estrenó en 2010, en una gala privada en celebración de la toma de posesión del presidente de la USC, CL Max Nikias. Otros estrenos que cabe resaltar son la obertura del concierto Smoke and Mirrors, para gran orquesta, dirigida en Los Ángeles por la directora musical de la Sinfónica de Memphis, Mei-Ann Chen ; y dos nuevas obras de cámara. En 2009 estrenó en Dresde y en Berlín de su Trucco for String Orchestra. En 2005, se estrenó su obra de cámara, ... to a Thin Edge (encargada e interpretada por la Orquesta de St. Luke's en la ciudad de Nueva York). También ha compuesto la obra sinfónica, Fleet, que dirigió en el Disney Concert Hall de Los Ángeles como parte de la serie "Sounds About Town" de la Filarmónica de Los Ángeles.
Muhl fue directora adjunta de la Ópera de Los Ángeles, de la temporada de la Ópera de Seattle y del Der Ring des Nibelungen completo del Seattle Pacific Northwest Wagner Festival.
En 2015, cuando llevaba dos años como Decana de la Escuela de Arte y Diseño Roski, toda la clase de graduados de 2016 (siete estudiantes) se retiró del programa MFA de la escuela, acusando a la administración de Muhl de "desmantelar" la facultad, el plan de estudios y la estructura del programa y apoyo a los estudios de posgrado que habían sido los sellos distintivos del programa. Se ha culpado a los cambios en el plan de estudios del programa de la dimisión de al menos un miembro titular de la facultad. Muhl emitió una respuesta en el sitio web de la escuela diciendo que lamentaba la decisión de los estudiantes de abandonar el programa debido a problemas que la escuela consideraba resueltos. El 16 de julio de 2015, la clase de MFA de 2015 de la escuela publicó una carta abierta al presidente de la universidad, al rector y al consejo de administración pidiendo la destitución de Erica Muhl como decana de la Escuela de Arte y Diseño Roski.
En mayo de 2013, mientras era decana de la USC Roski School of Art and Design, Muhl fue nombrada directora fundadora de la USC Jimmy Iovine and Andre Young Academy for Arts, Technology and the Business of Innovation. La Academia fue nombrada escuela profesional número 20 de la USC en la primavera de 2018, y Muhl fue nombrada Decana de la Academia en julio de ese mismo año. En octubre de 2019, la USC inauguró oficialmente Iovine and Young Hall, el hogar permanente de la escuela.
En octubre de 2020, Muhl fue nombrada nueva presidenta de Berklee College of Music y comenzó su mandato en julio de 2021.

## Grabaciones
- Rango de luz: obras de cámara seleccionadas de Erica Muhl Sinfonía de cámara de Cleveland dirigida por Erica Muhl y Erik Forrester Albany TROY 667 08G092 (2004)